# Чорторийський дитинець
Чорторийський дитинець — городище у давньоруському Чорторийську (Черторийську, за Іпатіївським літописом) на Волині (нині село Чарторийськ), пам'ятка археології №220, вперше згаданого в літописі під 1100 роком. 

## Розташування
Розташовувався на мисі, що піднімається над заплавою старого русла річки Стир на лівому березі. Від укріпленої частини Чарторийська нині збереглося городище округлої форми діаметром 110 м.,  висотою у вісім метрів. Майданчик оточений валом висотою 5 м, відсутнім тільки в південно-східній частині, зверненої до річки. Із північного заходу дитинець захищений був ровом, з північного боку — улоговиною, з північного заходу — валом.

## Археологія

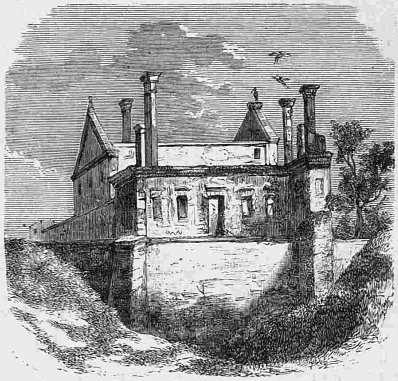
Руїни замку Чарторийських. Кінець XIX століття

Судячи з археологічного матеріалу, укріплення у Чарторийську були зведені в кінці XI століття. У північно-західній частині городища поблизу валу в кінці XIII століття була побудована кругла кам'яна башта діаметром 13,6 м, яку відносять до веж волинського типу і яка за своїми параметрами дуже схожа на збережену Кам'янецьку вежу. Вона дозволяла прострілювати найбільш небезпечну напільну ділянку фортеці. 
Культурний шар дитинця, глибиною більше метра, насичений уламками давньоруського (XII—XIII століття) та пізнішого (XIV—XV століття) гончарного посуду.
На території дитинця Радзивілли спорудили замок.